# 一万年、後....。
『一万年、後....。』（いちまんねん、ご）は、沖島勲監督・脚本による2007年の日本のSF映画。

## あらすじ
1万年後の未来。そこは奇怪な電波や音波が飛び交い、人間の思念が同調すると空間（家の壁など）に映像が出現するという、不思議な世界になっていた（作中では、20世紀以降の環境破壊によって地球が大きく変化してしまったことが暗示されている）。
ある村の民家に、中学生の少年・正一と、小学生の妹・淳子の2人が暮らしていた。この兄妹の父親は地殻変動に巻き込まれて死亡したらしく、母親は怪獣に食べられたらしい。「日本」や「アメリカ」といった国家が消滅して久しいが、その民家の間取りは、なぜか高度成長期以前の昭和の日本そのものであった。ある風の強い日、その民家の裸電球の畳の部屋に、突如電光が走り、一人の見知らぬ男が出現した。男は1万年前（すなわち現代）の人間で、過去から次元を越えて唐突にやってきたのだが、正一少年はいつものことのように自然に受け入れる。男は正一との会話を通じて、1万年後の世界の変化を知る。その間、男の亡き母の映像が空間に出現して男に語りかけたり、窓の曇りガラスのむこうを人食い怪獣の影が通りすぎていったり、託児所を作ろうと企む三ツ目の怪人が窓からのぞいたり、と、現代人から見るとシュールな、1万年後の未来では日常化した現象がさまざまに起きる。男と正一の会話の内容は、次第に哲学的なものになってゆく。男が淳子に教えた寸劇（「膵臓」とその人間の対話）の内容から、兄妹は、男の正体を想像する。やがて男の口から、自分がなぜ1万年の時を越えて現れたのか、その秘密の理由をほのめかすような話が語り出される。

## 出演
- 男: 阿藤快
- 正一: 田村勇馬
- 淳子: 遠藤恵里奈
- 男の少年時代: 下杉一元
- 三ツ目の怪人: 松川新
- 母親: 洞口依子

## スタッフ
- 監督/脚本: 沖島勲
- プロデューサー: 山川宗則
- 撮影: 芦澤明子
- 照明: 石塚誠
- 録音: 鈴木昭彦
- 美術: 黒川通利
- 助監督: 李潤午
- 記録: 佐野久仁子
- 編集: 近藤聖治
- VFX: 佐藤敦紀
- ヘアメイク: 河野顕子
- スタイリスト: 星輝明
- スチル: 関根虎洸
- ヴァイオリン演奏:白澤美佳
- サウンド監修: 宇波拓